# Liste der denkmalgeschützten Objekte in Linz-Wambach
Die Liste der denkmalgeschützten Objekte in Linz-Wambach enthält die denkmalgeschützten, unbeweglichen Objekte der Linzer Katastralgemeinde Wambach, die zum Statistischen Bezirk  Ebelsberg gehört.
Die Zahl hinter dem Vermerk „Linz“ ist die Inventarnummer der Linzer Denkmaldatenbank, der Eintrag kann durch das Daraufklicken erreicht werden. Die Informationen im Beschreibungstext stammen von dort.

## Denkmäler
| Foto |                 | Denkmal                                                                    | Standort                                       | Beschreibung | Metadaten |
| ---- | --------------- | -------------------------------------------------------------------------- | ---------------------------------------------- | --- | --- |
| ja   | Datei hochladen | Stöttingergut und Nebengebäude HERIS-ID: 58980 Objekt-ID: 69895 Linz: 1400 | Gottschallinger Straße 88 Standort KG: Wambach | Das Hauptgebäude, der Stöttingerhof, ist ein großer Vierkanthof, bei den Nebengebäuden handelt es sich um einen Freistadl und ein Auszugshaus. Das Gut wird 1162 erstmals urkundlich als „villicatio in Stetting“ erwähnt. Erhalten sind heute im Wesentlichen der nördliche Wohntrakt und östliche Stalltrakt aus dem Jahre 1846 und der südliche und westliche Stadeltrakt aus dem Jahr 1889. | BDA-Hist.: Q38085504 Status: Bescheid Stand der BDA-Liste: 2025-06-30 Name: Stöttingergut und Nebengebäude GstNr.: .25,.26,.27 Stöttingergut |